# Lokavec (Ajdovščina)

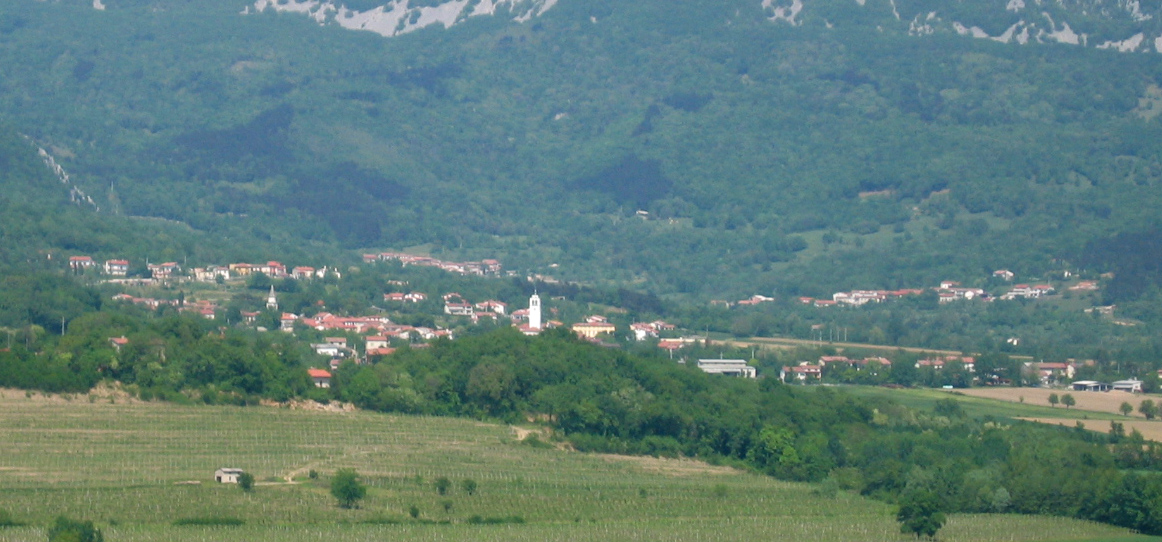
Blick auf Lokavec vor dem Čaven-Höhenzug

Lokavec (deutsch: Lokaviz, Lokavitz) ist ein Dorf unterhalb des Čaven-Massivs nördlich des Vipava-Tals in der Gemeinde Ajdovščina in Slowenien. Das Dorf ist weit verstreut Es besteht aus mehreren kleineren Weilern: Bitovi, Brith, Brod, Čohi, Gorenje, Kompari, Kovači, Kovaščevše, Kodelovše, Kuši, Lahovše, Loretovše, Mizinška vas, Paljki, Slokarji. Nach Ajdovščina hat Lokavec die meisten Einwohner der Gemeinde.

## Geschichte
Lokavec wurde erstmals 1086 in schriftlichen Quellen als Locunz und Locarizz bezeugt. Dass das Gebiet von Lokavac wahrscheinlich schon im 5. Jahrhundert v. Chr. besiedelt war, lässt sich aus keltischen archäologischen Funden ableiten. 
Die Bäche Lokavšček und Jevšček trieben einst mehrere Sägewerke, Mühlen, Schmieden und Schmiede an. Auf die reiche Schmiedetradition weist bereits der Name des Weilers Kovači (Kovač = Schmied) hin.

### Zweiter Weltkrieg
Während des Zweiten Weltkriegs verhafteten die deutschen Truppen alle waffenfähigen Männer der Siedlung und schickten sie zur Zwangsarbeit.

#### Massengrab
In Lokavec befindet sich ein Massengrab aus der Zeit unmittelbar nach dem Zweiten Weltkrieg. Das Grab Lokavec (slowenisch: Grobišče Lokavec) befindet sich auf einem Feld 600 Meter westlich der Siedlung. Es enthält die Überreste von fünf bis sieben slowenischen Zivilisten, die um den 20. Juni 1945 ermordet wurden.

## Sehenswürdigkeiten

### Kirchen
Lokavec verfügt über drei Kirchen. In Brith befindet sich die Kirche Mariä Himmelfahrt, deren Hauptaltar ein Werk des örtlichen Steinmetzmeisters Michael Cuss aus dem Jahr 1699 ist. Die Pfarrkirche St. Laurentius wurde von dem berühmten Architekten Max Fabiani entworfen. Die Filialkirche St. Urban steht hoch oben am Hang des Čaven in Kovačevš.

### Schmiedemuseum
Das Schmiedemuseum Michael Kuš zeigt die reiche Tradition des Schmiedehandwerks in Lokavec. Lokavšček lieferte früher die Energie für viele Handwerksbetriebe entlang des Flusses, darunter auch die 1853 erbaute Schmiede von Bavčar. Heute ist sie ein bemerkenswertes Denkmal für die Industrie der Vergangenheit.

## Aktivitäten
Lokavec ist ein sehr beliebter Ausgangspunkt für Wanderungen auf den Čaven (1185 m).